# Somebody Save Me
" 'Somebody Save Me' '"(en español: «Alguien salveme»)fue el tercer sencillo del álbum triple platino de la banda de hard rock, Cinderella' 'Night Songs . Lanzado el 10 de febrero de 1987, después de que  Night Songs  ya alcanzó su punto máximo en el n.°3, la canción alcanzó el n.°66 en la lista  Billboard  Hot 100. También ocupó el puesto # 37 en el "Album Rock Chart". El periodista Thom Jurek describió la canción como una "llamada desenfrenada a la vida libre, sin importar las consecuencias del día siguiente".

## Video musical
Al final del video, Jon Bon Jovi y Richie Sambora se ven fuera del estudio. El video también apareció en un episodio de  Beavis and Butthead .

## Gráfico
Gráfico (1987)

| Pico posición | - | Stati Uniti | 66 | - | Stati Uniti (mainstream rock) | 37 |